# Die Form
Die Form – francuski duet muzyczny z kręgu dark electro, który tworzą:Philippe Fichot (Teksty, sampling, programming, instrumenty, śpiew męski, strona wizualna), Eliane P. (śpiew żeński). Początki zespołu sięgają roku 1977-78, natomiast pierwsza oficjalna płyta wydana została w roku 1982 ("Die Puppe"). Muzyka Die Form określana jest jako mieszanka electro, industralu i techno, która zdominowana jest przez pulsacyjno-hipnotyzujące bity oraz klasyczny, niemal sakralny wokal Elaine P. Jednak nie tylko muzyka składa się na artystyczną działalność Die Form. Poza stroną muzyczną istnieje także rozbudowana strona wizualna na którą składają się dopracowane "live performances" oraz często prowokujące swoją treścią materiały fotograficzne.
Od strony lirycznej zespół prezentuje zainteresowanie licznymi parafiliami, w tym fetyszyzmem oraz masochizmem wszystko to jednak z zachowaniem dobrego smaku. 

## Dyskografia
- Zoophilic Lolita / Tanz (single, Bain Total, 1979)
- "Situation Base / Gestual Equivoque (split 7” with Metabolist, Bain Total, 1981)
- "Heart Of The Monster" (single, Front de l'Est, 1984)
- Die Puppe (Bain Total, 1982)
- Some Experiences With Shock (TM, 1984)
- Some Experiences With Shock (LP with bonus 7" & CD, Normal, 1987)
- "Slow Love" (12”, Attitudes, 1986)
- Poupée Mécanique / Sadia (single, New Rose, 1988)
- Poupée Mécanique (LP with bonus 7" & CD, Normal, 1987)
- Archives & Doküments (3 LP & 2 CD Box-set, Normal, 1988)
- Die Puppe (remixed, LP with bonus 7" & CD, Normal, 1989)
- Photogrammes (LP with bonus 7" & CD, Normal, 1989)
- Savage Logic (12" & MCD, Parade Amoureuse, 1990)
- Archives & Documents (1983-1988) Edition 2 (2 CD, Danceteria, 1991)
- Corpus Delicti (LP & CD & MC, Parade Amoureuse & New Rose, 1991)
- Confessions (Danceteria & SPV, 1992)
- Tears of Eros (MCD, Hyperium, 1993)
- Ad Infinitum (Hyperium, 1993)
- Silent Order / Re-Versions (MCD, Hyperium, 1994)
- Suspiria de Profundis (Hyperium, 1994)
- Rose au Coeur Violet (MCD, Hyperium, 1994)
- Museum of Ecstasy (2 CD box, expected around 1995, never released) -
- L'âme électrique (Hyperium, 1995)
- Phenomena of Visitation (MCD, Hyperium, 1996)
- Vicious Circles : The Best Of (Cleopatra, 1996)
- Duality (Limited edition box, Trisol, 1997)
- Duality (Metropolis, 1997)
- "Limited Documents Vol. 1-1982-86" (MC, Limited 300 copies, Bain Total, 1997)
- Archives & Documents 2 (2 CD, Limited 300 copies, Bain Total, 1998)
- Histories 1 (Trisol, 1998)
- Histories 2 (Trisol, 1998)
- The Hidden Cage / Spiral (MCD, Trisol, 1998)
- Videography Volume 1 (VHS tape, Trisol, 1998)
- Histories (2 CD box, Trisol & Metropolis, 1999)
- Automatic Love (split 7" with The Nuns, Musical Tragedies, 2000)
- Deep Inside (MCD, Trisol, 2000)
- Extremum/XX (2LP & CD & Limited Ed. Box, Trisol, 2000)
- Rain of Blood (MCD, Trisol, 2000)
- Transgressions 2 (single track, promotional Internet release, MP3 format, 2001)
- AKT (2 CD box, Trisol & Metropolis, 2001)
- Die Puppe II (remastered, Trisol & Metropolis, 2001)
- Some Experiences With Shock (remastered, Trisol & Metropolis, 2001)
- Poupée Mécanique II (remastered, Metropolis, 2001)
- Archives & Documents III (2 CD, remastered, Trisol & Metropolis, 2001)
- Corpus Delicti 2 (remastered, Trisol & Metropolis, 2001)
- Photogrammes (remastered, Trisol & Metropolis, 2001)
- Confessions (remastered, Trisol & Metropolis, 2002)
- Ad Infinitum (remastered, Trisol & Metropolis, 2002)
- Suspiria de Profundis (remastered, Trisol & Metropolis, 2002)
- L'âme électrique (remastered, Trisol & Metropolis, 2002)
- Zoopsia (MCD + video track, Trisol, 2003)
- InHuman (2 LP box-set & CD & Limited Ed. box, Trisol & CD Metropolis, 2004)
- The Visionary Garden 2 (Book + CD, Ultra Mail Prod., 2005)
- ExHuman (Limited Ed. CD + DVD in book-set, Trisol, 2006)
- ExHuman (CD, Trisol & CD Metropolis, 2006)
- Bach Project (Limited Ed. A5 Digipak, Trisol & CD Metropolis, 2008)
- Best Of XXX (3 CD Limited Ed. metal box + A5 Mediabook, Out Of Line, 2008)
- Noir Magnétique (Limited Ed. box-set + CD, Out Of Line, 2009)
- Chronology - The Bain Total Years 77-85 (Limited Ed. 6 LP box-set, Vinyl On Demand - VOD, 2010)
- Sombre Printemps - Ambient & Film Music 1+2 (2 CD Limited Ed. A5 Digipak, Out Of Line, 2011)
- Rayon X
- Baroque Equinox (2 LP + CD) 2017

## D.F. Sadist School
- Heart of the Monster (Single, Front de l'Est, 1984)
- Les Cent Vingt Journees de Sodome (Parade Amoureuse, 1990)
- Bacterium (Split project with Etant Donnes, Danceteria, 1992)
- The Visionary Garden (Hyperium, 1995)

### Kompliacje
- Hypnobeats (Hypnobeat)
- Bite Of Dog

## D.Sign
- Burning Cells (12"/CDS) (Antler Subway, 1991)

### Kompilacje
- From Klinik To X10 (Antler Subway, 1991)
- Brain Overload
- Burning Cells
- Another World Part 3: Electronic Body Music (Antler Subway, 1991)
- Burning Cells

## Societe Anonyme
- S.A. 123 (Danceteria, 1991)

## Elektrode
- Die Operative Maschine (Hyperium, 1993)

### Kompilacje
- Touched By The Hand Of Goth (Sub Terranean, 1995)
- Die Operative Maschine
- Fetish Soundtracks 1 (Hypnobeat, 1995)
- Therapy
- Pathetic Anatomic